# Mosze Sardines
Mosze Sardines (hebr.: משה סרדינס, ang.: Moshe Sardines, ur. 21 czerwca 1917 w Izmirze, zm. 24 marca 1984 w Kirjat Bialik) – izraelski działacz społeczny i polityk, w latach 1959–1969 poseł do Knesetu z list Mapai i Koalicji Pracy.

## Życiorys
Urodził się 21 czerwca 1917 w Izmirze w ówczesnym Imperium Osmańskim. Ukończył szkołę średnią w Turcji.
W 1949 wyemigrował do Izraela, gdzie był jednym z założycieli moszawu Gewa Karmel, a następnie jego przewodniczącym. Został także jednym z liderów Ruchu Moszawów, w którym kierował działem zakupów.
W polityce związał się z rządzącą Partią Robotników Ziemi Izraela (Mapai), z której listy w wyborach parlamentarnych w 1959 po raz pierwszy dostał się do izraelskiego parlamentu. Startował z 28 miejsca na liście. W czwartym Knesecie zasiadał w komisjach budownictwa oraz spraw gospodarczych. W przyśpieszonych wyborach w 1961 ponownie uzyskał mandat poselski z 27 miejsca na liście Mapai, a w Knesecie piątej kadencji ponownie zasiadł w tych komisjach co uprzednio, a także w komisji pracy oraz podkomisji ds. zwalczania slumsów.
Do kolejnych wyborów Mapai przystąpiło w sojuszu z Achdut ha-Awoda jako Koalicja Pracy. Mosze Sardines uzyskał reelekcję z 30 miejsca, a w szóstym Knesecie został zastępcą przewodniczącego parlamentu. Zasiadał także w komisjach pracy oraz finansów. W trakcie kadencji przez pewien czas zasiadał w ławach poselskich jako członek nowo powstałej Izraelskiej Partii Pracy, powstałej z połączenia Mapai, Achdut ha-Awoda i Rafi, a zakończył ponownie jako członek Koalicji Pracy (którą tworzyła Partia Pracy oraz Mapam). W 1969 utracił miejsce w parlamencie.
Zmarł 24 marca 1984 w Kirjat Bialik.